# UFC 129
UFC 129: St-Pierre vs. Shields fue un evento de artes marciales mixtas celebrado por Ultimate Fighting Championship el 30 de abril de 2011 en el Rogers Centre, en Toronto, Ontario, Canadá.

## Historia
El evento fue el sexto que la UFC acogió en Canadá y el primer evento de artes marciales mixtas en Ontario desde que el deporte fue legalizado en la provincia en agosto de 2010. El evento de Toronto fue titulado originalmente UFC 131 por la promoción, pero más tarde fue cambiado a UFC 129 a principios de 2011 como su calendario comenzó a caer con más firmeza en su lugar.

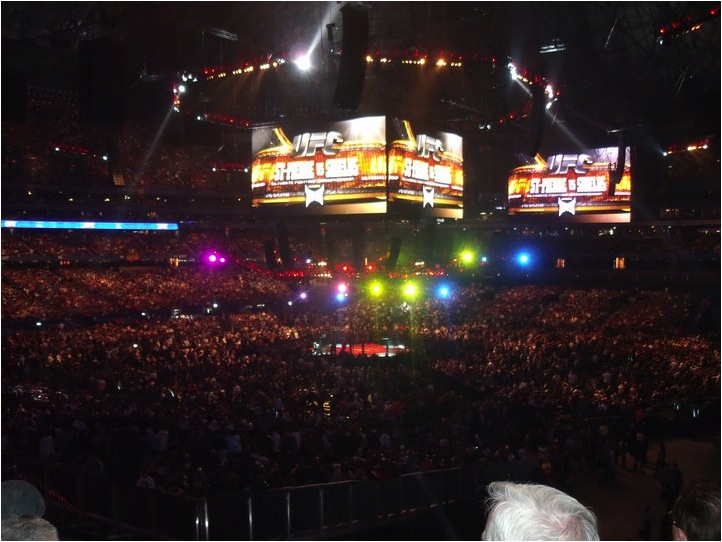
Una multitud de 55.000 espectadores llenó el Rogers Centre en UFC 129

Fue el mayor evento de UFC en la historia de Norteamérica. Los directivos del UFC habían planeado originalmente para el Rogers Centre ser configurado para mantener 42.000 aficionados en UFC 129. Lanzaron y vendierón más entradas al día siguiente para suscriptores del boletín UFC en un segundo especial de preventa. UFC 129 después vendió más entradas que salieron a la venta al público en general el 12 de febrero, con los funcionarios aumentando el número de asientos a 55.000. Las ventas acabaron con todas las 55 000 entradas vendidas para ganar unos ingresos de más de $11 millones, el evento pulverizo tanto la asistencia a las MMA como los registros en América del Norte.
John Makdessi se rumoreaba que se enfrentaría a Jonathan Brookins en el evento, sin embargo, en lugar Makdessi luchó con Kyle Watson.
Rory MacDonald se esperaba hacer frente a James Wilks en este evento, pero Wilks fue forzado a dejar la tarjeta, y se sustituyó por Nate Diaz.
Brian Foster se esperaba hacer frente a Sean Pierson en este evento, pero Foster fue obligado a salir de la pelea después de un pre-lucha de resonancia magnética que mostró que Foster tuvo una hemorragia cerebral, y fue sustituido por Jake Ellenberger.
El programa UFC Primetime regresó para promocionar la pelea por el campeonato de peso wélter de UFC entre St-Pierrey Shields.
El 19 de abril de 2011, se reveló que dos de los combates preliminares serían retransmitidos por Facebook. Sin embargo el 21 de abril, el UFC anunció en vez que todas las preliminares (con excepción de las dos peleas al aire en Spike TV) serían retransmitidas por la página de UFC en Facebook.

## Resultados
1. ↑  Por el campeonato de peso wélter de UFC.
2. ↑  Por el Campeonato de Peso Pluma de UFC.

## Premios extra
Cada peleador recibió un bono de $129,000.
- Pelea de la Noche: José Aldo vs. Mark Hominick
- KO de la Noche: Lyoto Machida
- Sumisión de la Noche: Pablo Garza